# 香蕉三明治
《香蕉三明治》是TBS電視台所放送的談話綜藝節目，由香蕉人與三明治人所冠名的節目，自2019年4月作為單發節目，播出七次後，將於2020年7月1日23:56－24:55分播出，該時段會固定做一些直播（原定4月開始，但因新冠肺炎的關係，延期舉行），最後自2021年4月6日每周二20:00開始播出。